# Климент Мецский
Клемент (ок. 300) — первый епископ Меца, память 23 ноября.
Святой Климент (фр. Clément de Metz), по одному из преданий был направлен святым апостолом Петром вместе со священником Селестом (или Селестием) и диаконом Феликсом на проповедь Евангелия.  
Считается, что святой Климент был дядей святого Климента I, папы Римского.

## Предание об олене
По преданию олень спрятался меж его ног, преследуемый собаками местного короля Ория (Orius).,

## Предание о Граулли
Святой Климент Мецский часто изображается покоряющим дракона. Покорителями драконов также почитают святого Меркуриалия (Saint Mercurialis), первого епископа Форли (Италия), святого Иулиана из ле Манса (Saint Julian of Le Mans), святого Верана (Saint Veran), святого Бьеноре (Saint Bienheuré), святого Крескентия, святую Маргариту Антиохийскую, святую Марфу, святого Квирина из Мальмеди и святого Леонарда из Ноблака.
В предании о святом Клименте дракона именуют Граулли или Грауилли.  Согласно тому же преданию дракон Граулли со множеством иным змиев обитал в местном амфитеатре.  Змеиное дыхание столь отравляло местность, что обитатели города были заперты в нём. После того, как местные жители обратились в христианство, чтобы защитить их от дракона, святой Климент отправился в амфитеатр и сотворил крестное знамение, как только змеи атаковали его. Они были тотчас приручены. Святой Климент подвёл Граулли к берегу реки Сейль и повелел исчезнуть в то место, где не живут люди и звери.  Орий не принял христианство после того, как святой Климент приручил дракона. Однако когда его дочь умерла, святой Климент воскресил её из мертвых, после чего король обратился ко Господу.
Главный монастырь в Меце назван в его честь.

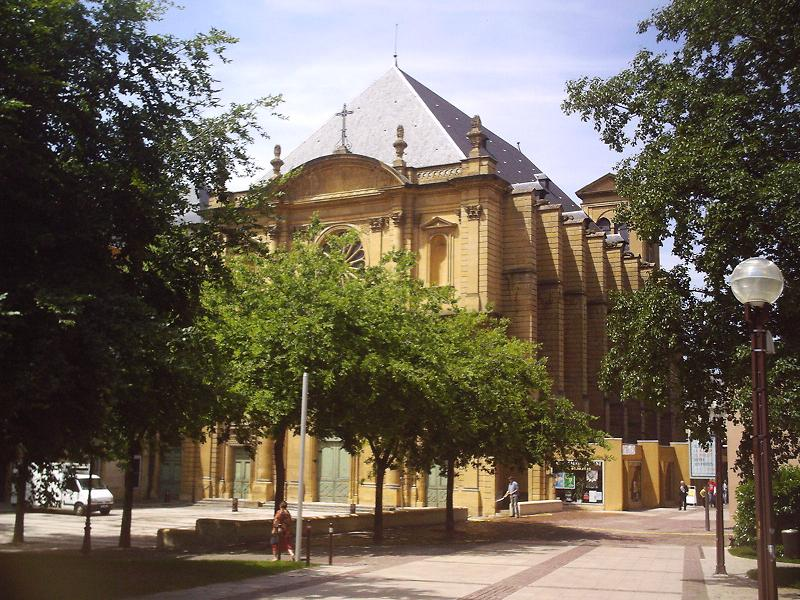
Храм святого Климента в Меце.